# Регионално позориште Нови Пазар
Регионално позориште Нови Пазар је једно од најмлађих позоришних институција у земљи, отворено је 2003. у истој згради са Културним центром Нови Пазар године и подржано је од Министарства културе Републике Србије .
Позориште сваке године учествује на престижним позоришним фестивалима, и добитник је многих награда, од којих је најбитнија Стеријина награда за најбољу представу на 66. Позорју у Новом Саду ( 18–26. јун 2021.) за дело „Ако дуго гледаш у понор”
Тренутни директор позоришта је Сеадетин Мујезиновић.

## Глумачки ансамбл
- Лемана Бећировић Бињош
- Рифат Рифатовић
- Кристина Јевтовић
- Харис Шећеровић.
- Душан Живанић
- Сандра Миљковић

## Избор представа
- „Живи су, није смешно” - копродукција са Пулс театром из Лазаревца,
- „Тиха светлост” - Роман Козичков, Наташа Радуловић
- „На прагу” - Х. Еркек, режија : Стеван Бодрожа[4]
- „Ако дуго гледаш у понор” - Енес Халиловић , режија: Златко Паковић
- „Лавина” - Тунцер Цуценоглу, режија: Стефан Бодрожа
- „Терапија” - К.Дуранг, режија: Оља Ђорђевић